# Коздікора
Коздіко́ра (каз. Көздіқора) — село у складі Махамбетського району Атирауської області Казахстану. Входить до складу Баксайського сільського округу.
У радянські часи село називалось Отділення № 2 совхоза Баксайський.
Населення — 81 особа (2021; 185 у 2009, 241 у 1999, 260 осіб у 1989).